# Ekåsen
Ekåsen este o arie protejată (arie specială de conservare — SAC, sit de importanță comunitară — SCI) din Suedia întinsă pe o suprafață de 51,7 ha, integral pe uscat.

## Localizare
Centrul sitului Ekåsen este situat la coordonatele 59°07′20″N 14°55′39″E / 59.1221°N 14.9276°E.

## Înființare
Situl Ekåsen a fost declarat sit de importanță comunitară în iunie 1996 pentru a proteja 2 specii de animale. Situl a fost protejat și ca arie specială de conservare în martie 2011.

## Biodiversitate
Situată în ecoregiunea boreală, aria protejată conține 2 habitate naturale: Pășuni din zone de pădure fino-scandinave, Pajiști fino-scandinave uscate până la mezice, bogate în specii de altitudine mică.
La baza desemnării sitului se află mai multe specii protejate:
- amfibieni (1): triton cu creastă (Triturus cristatus)
- nevertebrate (1): Osmoderma eremita